# Taifa Carmona

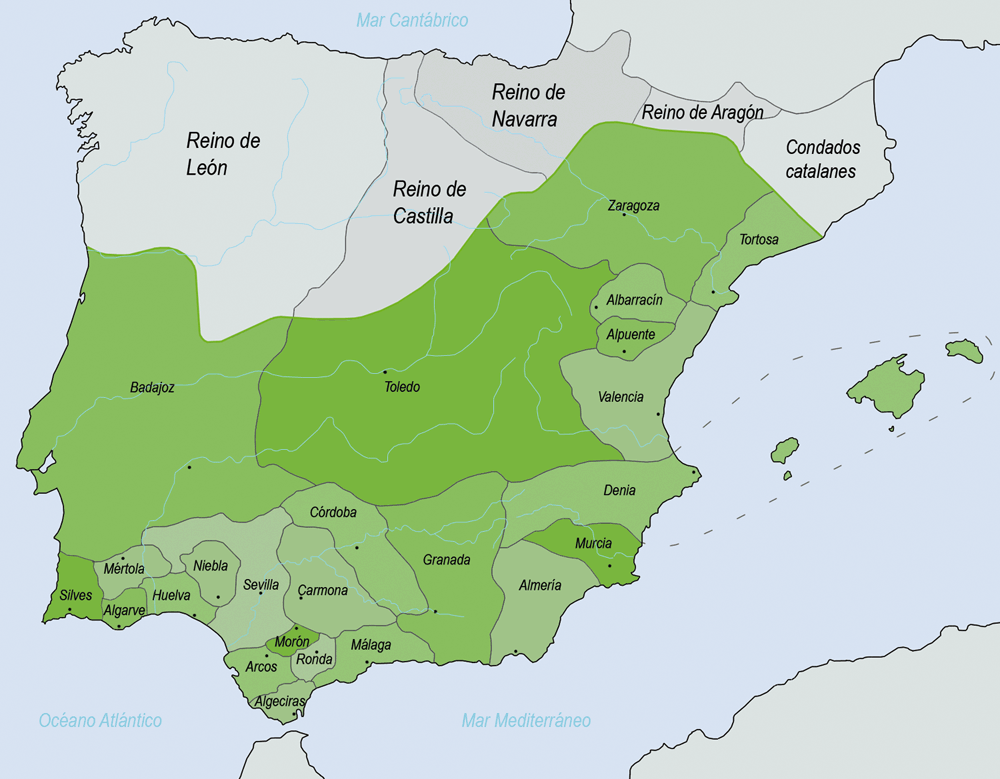
Ligging t.o.v. andere taifa's

De taifa Carmona was een emiraat (taifa) in de regio Andalusië in het zuiden van Spanje. De stad Carmona (Arabisch: Qarmuna) was de hoofdplaats van de taifa. 
De taifa ontstond tijdens het einde van de kalifaat Córdoba in 1013 uit de kurah Qarmuna (district in het kalifaat) en kwam aan de Berber familie Banu Birzal (of Beni Binzel).
De taifa kende twee afzonderlijke periodes: van 1013 tot 1066, toen het werd veroverd door de taifa Sevilla, en van 1143 tot 1150, toen het uiteindelijk werd veroverd door de Almohaden uit Marokko.

## Lijst van emirs
Banu Birzal
- Abd Allah ibn Ishaq: 1013/14–1023/24
- Mohammed ibn Abd Allah: 1023/24–1042/43
- Ishaq ibn Mohammed: 1042/43–1052/53
- Al-Aziz ibn Ishaq: 1052/53–1066/67
- Aan taifa Sevilla: 1066/67–1091
- Aan Almoraviden uit Marokko: 1091–ca. 1143

Banu Darddus
- Darddus: midden 12de eeuw
- Aan Almohaden uit Marokko: 1150–1248
- Aan koninkrijk Castilië: 1248